# أمين جاهان أليان
أمين جاهان أليان (16 يونيو 1991 بإيران - ) هو لاعب كرة قدم إيراني في مركز الوسط. لعب مع نادي سباهان أصفهان.